# Annamuhammet Gylyjow
Annamuhammet Gylyjow (ros. Аннамухамед Клычев, Annamuchamed Kłyczew; ur. 10 maja 1912 we wsi Garagöl w obwodzie zakaspijskim, zm. ?) – radziecki i turkmeński polityk, przewodniczący Prezydium Rady Najwyższej Turkmeńskiej SRR w latach 1963–1979.
Syn rybaka, 1931–1934 pracował w urzędzie dzielnicowym w Kyzył-Arwacie (obecnie Serdar), 1934–1941 naczelnik portu w Çelekenie. 1941–1945 służył w Armii Czerwonej, brał udział w II wojnie światowej, później ponownie kierował portem Çeleken. W 1947 wstąpił do WKP(b), od 1948 zastępca naczelnika wydziału w Państwowym Departamencie Geologicznym Turkmenii, 1951–1953 przewodniczący Miejskiego Komitetu Wykonawczego w Krasnowodsku (obecnie Turkmenbaszy). 1955 skończył Wyższą Szkołę Partyjną przy KC KPZR, po czym został I sekretarzem Komitetu Miejskiego Komunistycznej Partii Turkmeńskiej SRR w Çeleken, a w 1957 w Nebit Dag (obecnie Balkanabat). Od 1960 naczelnik Komitetu Wykonawczego Rady Miasta Aszchabadu. Od 26 marca 1963 do 7 stycznia 1979 przewodniczący Prezydium Rady Najwyższej Turkmeńskiej SRR; od 1966 także zastępca przewodniczącego Prezydium Rady Najwyższej ZSRR. Delegat na XXIII (1966), XXIV (1971) i XXV (1976) Zjazdy KPZR. Od 8 kwietnia 1966 do 23 lutego 1981 członek Centralnej Komisji Rewizyjnej KPZR. Deputowany do Rady Narodowości Rady Najwyższej ZSRR 7, 8 i 9 kadencji.
Odznaczony dwoma Orderami Lenina, Orderem Czerwonego Sztandaru Pracy i medalami.